# Hinterland
Hinterland este un termen antropo-geografic. De obicei este vorba de un domeniu „de la țară”, puțin locuit, care înconjoară un oraș sau o zonă mai locuită. Deseori hinterlandul are o infrastructură slabă sau cu alte cuvinte, este o regiune înapoiată.
Termenul, la origină un cuvânt german, provine din fostul Drept internațional colonial, parte din Dreptul internațional din sec. al XIX-lea și începutul sec. al XX-lea. Acolo hinterlandul se definește ca părțile de țară sau teritorii unde puterea statului este deja prezentă, fără însă ca teritoriul să fi fost deja luat în stăpânire cu totul. Așa s-a întâmplat deseori cu zonele din spatele zonelor de coastă maritimă cucerite sau cumpărate proaspăt de către puterile coloniale.
În epoca descoperirilor geografice din secolul al XV-lea și al XVI-lea, din ocuparea unui punct pe coastă a rezultat cucerirea unei insule sau în caz extrem chiar a unui continent întreg. De exemplu, încă și în secolul al XIX-lea Portugalia mai avea pretenții la tot bazinul uriaș al râului Congo drept colonie proprie, deși cucerise doar punctul de vărsare al acestuia în Oceanul Atlantic.
Ulterior, Dreptul internațional public s-a dezvoltat în așa măsură, încât nu se mai putea vorbi de teritoriu propriu decât acolo unde autoritatea statală era într-adevăr aplicată, de exemplu prin crearea de avanposturi. Dincolo de acest teritoriu, hinterlandul putea fi considerat teritoriu colonial doar acolo unde era vorba despre teritorii care nu aparțineau nici unui stat, sau despre sferele de influență caracteristice epocii imperialismului.
Termenul germanofon de „hinterland” a fost folosit și în Italia de nord, în lipsa unui termen corespunzător în limba italiană. Astfel, împrejurimile rurale ale orașului Milano erau numite chiar de către italieni hinterland. Și în limbile engleză și spaniolă se întrebuințează cuvintele „the hinterland” (zona din spatele unui port de mărfuri) și respectiv „el hinterland”. În Australia termenul desemnează regiuni care sunt la o distanță mai semnificativă de coastă, dar totuși nu așa de îndepărtate cum sunt suprafețele uriașe din interiorul țării, care sunt numite „outback”.